# Liste des rois et reines de Jérusalem

Armoiries royales de Jérusalem.

Le royaume de Jérusalem fut fondé par des princes chrétiens à la fin de la première croisade, lorsqu'ils s'emparèrent de la ville. C'est l'un des États latins d'Orient. On peut distinguer plusieurs périodes dans son histoire : celles où le titre de roi ou reine de Jérusalem est associé à la mainmise croisée sur la ville (1099-1187 et 1229-1244), et celles où le titre représente le plus haut niveau de suzeraineté des croisés en Terre sainte, mais durant lesquelles la ville en elle-même n'appartient pas aux soldats croisés.
Le royaume de Jérusalem fut créé en 1099 après la prise de la ville et ne disparut réellement qu'avec le départ des derniers croisés de Tortose en août 1291, soit moins de deux siècles plus tard.
Les monarques occidentaux qui, postérieurement à la disparition des États chrétiens de Terre sainte, se revendiquèrent rois de Jérusalem, parmi eux les rois de France, ne sont pas repris ici.

## 1099 - 1187: le royaume à Jérusalem

### Maison de Boulogne
| No | Portrait | Nom                                                                        | Début du règne  | Fin du règne    | Notes                                                                                        | Blason |
| -- | -------- | -------------------------------------------------------------------------- | --------------- | --------------- | -------------------------------------------------------------------------------------------- | ------ |
| -  |          | Godefroy de Bouillon Avoué du Saint-Sépulcre (vers 1058 - 18 juillet 1100) | 15 juillet 1099 | 18 juillet 1100 | Fils d'Eustache II de Boulogne et d'Ide de Lorraine. Il refuse le titre de roi de Jérusalem. |        |
| 1  |          | Baudouin Ier (vers 1065 - 2 avril 1118)                                    | 18 juillet 1100 | 2 avril 1118    | Comte d'Édesse, frère du précédent. Le premier à régner sous le titre de roi.                |        |

### Maison de Rethel
| No | Portrait | Nom                                                | Début du règne | Fin du règne     | Notes                                                                 | Blason |
| -- | -------- | -------------------------------------------------- | -------------- | ---------------- | --------------------------------------------------------------------- | ------ |
| 2  |          | Baudouin II de Bourcq (mort le 21 août 1131)       | 14 avril 1118  | 21 août 1131     | Comte d'Édesse. Fils d'Hugues Ier de Rethel et cousin des précédents. |        |
| 3  |          | Mélisende (entre 1101 et 1105 - 11 septembre 1161) | 21 août 1131   | 10 novembre 1143 | Fille de Baudouin II et de Morfia de Malatya.                         |        |

### Maison de Gâtinais-Anjou
| No | Portrait | Nom                                          | Début du règne   | Fin du règne     | Notes                                                                                           | Blason |
| -- | -------- | -------------------------------------------- | ---------------- | ---------------- | ----------------------------------------------------------------------------------------------- | ------ |
| 4  |          | Foulques (1092 - 10 novembre 1143)           | 21 août 1131     | 10 novembre 1143 | Fils de Foulques IV d'Anjou et de Bertrade de Montfort. Il règne en tant qu'époux de Mélisende. |        |
| 5  |          | Baudouin III (1131 - 10 février 1162)        | 10 novembre 1143 | 10 février 1162  | Fils de Foulques d'Anjou et de Mélisende. Il règne sous la régence de sa mère de 1143 à 1152.   |        |
| 6  |          | Amaury Ier (1136 - 11 juillet 1174)          | 10 février 1162  | 11 juillet 1174  | Frère de Baudouin III                                                                           |        |
| 7  |          | Baudouin IV le Lépreux (1161 - 16 mars 1185) | 11 juillet 1174  | 16 mars 1185     | Fils d'Amaury Ier et d'Agnès de Courtenay                                                       |        |

### Maison de Montferrat
| No | Portrait | Nom                                          | Début du règne   | Fin du règne | Notes | Blason |
| -- | -------- | -------------------------------------------- | ---------------- | ------------ | --- | ------ |
| 8  |          | Baudouin V dit Baudouinet (1177 - août 1186) | 20 novembre 1183 | août 1186    | Fils de Guillaume de Montferrat et de Sybille, fille d'Amaury Ier. Il règne sous la régence de Raymond III de Tripoli. |        |

### Maison de Gâtinais-Anjou
| No | Portrait | Nom                           | Début du règne | Fin du règne | Notes                                                                                  | Blason |
| -- | -------- | ----------------------------- | -------------- | ------------ | -------------------------------------------------------------------------------------- | ------ |
| 9  |          | Sibylle (1159 - octobre 1190) | août 1186      | octobre 1190 | Mère du précédent, fille d'Amaury Ier et d'Agnès de Courtenay, et sœur de Baudouin IV. |        |

### Maison de Lusignan
| No | Portrait | Nom                                 | Début du règne | Fin du règne | Notes                                                                                          | Blason |
| -- | -------- | ----------------------------------- | -------------- | ------------ | ---------------------------------------------------------------------------------------------- | ------ |
| 10 |          | Guy de Lusignan (1159 - avril 1194) | août 1186      | octobre 1190 | Fils d'Hugues VIII de Lusignan et de Bourgogne de Rançon. Il règne en tant qu'époux de Sybille |        |

Jérusalem tombe aux mains de Saladin le 2 octobre 1187. Le nom de royaume de Jérusalem restera l'appellation officielle du royaume croisé de Terre sainte, que le titulaire règne ou pas sur la ville sainte (elle sera effectivement incluse dans le royaume de 1229 à 1244).

## 1187 - 1291: le royaume àSaint-Jean-d'Acre
La perte de Jérusalem n'empêche pas les luttes internes dans le camp franc entre les époux des deux filles d'Amaury Ier. En 1192, un accord est trouvé entre les compétiteurs Guy de Lusignan et Conrad de Montferrat : le premier reçoit Chypre et le second ce qui reste du royaume de Jérusalem.

### Maison de Lusignan
| No | Portrait | Nom                                 | Début du règne | Fin du règne | Notes                                                                                                   | Blason |
| -- | -------- | ----------------------------------- | -------------- | ------------ | --- | ------ |
| 10 |          | Guy de Lusignan (1159 - avril 1194) | octobre 1190   | avril 1192   | Règne personnel après la mort de son épouse. Déposé par Richard Cœur de Lion qui le fait Roi de Chypre. |        |

### Maison de Gâtinais-Anjou
| No | Portrait | Nom                              | Début du règne | Fin du règne | Notes                                                                           | Blason |
| -- | -------- | -------------------------------- | -------------- | ------------ | ------------------------------------------------------------------------------- | ------ |
| 11 |          | Isabelle Ire (1172 - avril 1205) | avril 1192     | avril 1205   | Fille d'Amaury Ier et de Marie Comnène, demi-sœur de Baudouin IV et de Sibylle. |        |

### Maison de Montferrat
| No | Portrait | Nom                                    | Début du règne | Fin du règne  | Notes | Blason |
| -- | -------- | -------------------------------------- | -------------- | ------------- | --- | ------ |
| 12 |          | Conrad Ier (vers 1145 - 28 avril 1192) | avril 1192     | 28 avril 1192 | Fils de Guillaume V de Montferrat et oncle de Baudouin V. Il règne en tant qu'époux d'Isabelle Ire mais est tué par deux Assassins. |        |

### Maison de Blois
| No | Portrait | Nom                                             | Début du règne | Fin du règne      | Notes                                                                                           | Blason |
| -- | -------- | ----------------------------------------------- | -------------- | ----------------- | ----------------------------------------------------------------------------------------------- | ------ |
| 13 |          | Henri Ier (29 juillet 1166 - 10 septembre 1197) | 5 mai 1192     | 10 septembre 1197 | Fils de Henri Ier de Champagne et de Marie de France. Il règne en tant qu'époux d'Isabelle Ire. |        |

### Maison de Lusignan
| No | Portrait | Nom                                    | Début du règne | Fin du règne   | Notes | Blason |
| -- | -------- | -------------------------------------- | -------------- | -------------- | --- | ------ |
| 14 |          | Amaury II (vers 1145 - 1er avril 1205) | janvier 1198   | 1er avril 1205 | Fils d'Hugues VIII de Lusignan et frère de Guy de Lusignan. Roi de Chypre. Il règne en tant qu'époux d'Isabelle Ire |        |

### Maison de Montferrat
| No | Portrait | Nom                      | Début du règne | Fin du règne | Notes                                                                                              | Blason |
| -- | -------- | ------------------------ | -------------- | ------------ | -------------------------------------------------------------------------------------------------- | ------ |
| 15 |          | Marie (vers 1192 - 1212) | avril 1205     | 1212         | Fille de Conrad Ier et d'Isabelle Ire. Elle règne sous la régence de Jean d'Ibelin de 1205 à 1210. |        |

### Maison de Brienne
| No | Portrait | Nom                                      | Début du règne | Fin du règne      | Notes | Blason |
| -- | -------- | ---------------------------------------- | -------------- | ----------------- | --- | ------ |
| 16 |          | Jean Ier (vers 1170/1175 - 27 mars 1237) | 3 octobre 1210 | 9 novembre 1225   | Fils d'Érard II de Brienne et d'Agnès de Montfaucon. Il règne en tant qu'époux de Marie. Après son décès il continue à régner comme bayle du Royaume. |        |
| 17 |          | Isabelle II (1212 - avril ou mai 1228)   | 1212           | avril ou mai 1228 | Fille de Jean Ier et de Marie. Elle règne sous la régence de son père jusqu'en 1225.                                                                  |        |

### Maison de Hohenstaufen
| No | Portrait | Nom                                                | Début du règne  | Fin du règne     | Notes | Blason |
| -- | -------- | -------------------------------------------------- | --------------- | ---------------- | --- | ------ |
| 18 |          | Frédéric Ier (26 décembre 1194 - 13 décembre 1250) | 9 novembre 1225 | 13 décembre 1250 | Fils d'Henri VI du Saint-Empire. Il règne en tant qu'époux d'Isabelle II jusqu'en 1228 puis se couronne seul Roi à Jérusalem en 1229 avant de quitter la Terre sainte. |        |

En 1243, les seigneurs se débarrassent des forces de Frédéric II et organisent un gouvernement collégial. Ils maintiennent la fiction d'une royauté, mais celle-ci est purement nominale et les rois ne sont jamais venus dans le royaume. Plusieurs membres de la famille royale se proclament régents du royaume, sans vraiment assumer le gouvernement.[réf. souhaitée]
| Rois de Jérusalem - 1228 - 1254 : Conrad IV de Hohenstaufen (Conrad II) (1228 - 1254), fils de Frédéric Ier et d'Isabelle II de Jérusalem - 1254 - 1268 : Conradin (Conrad III) (1252 - 1268), fils de Conrad II et d'Élisabeth de Bavière | Régents de Jérusalem - 1243 - 1246 : Alix de Champagne, fille d'Henri de Champagne et d'Isabelle Ire de Jérusalem, mariée à Hugues Ier, roi de Chypre - 1246 - 1253 : Henri Ier de Lusignan, roi de Chypre, fils d'Hugues Ier roi de Chypre et d'Alix de Champagne - 1253 - 1261 : Plaisance d'Antioche, sa veuve - 1261 - 1264 : Isabelle de Lusignan, fille d'Hugues Ier et d'Alix de Champagne - 1264 - 1268 : Hugues III de Poitiers-Lusignan, roi de Chypre, fils d'Henri de Poitiers et d'Isabelle de Chypre | Chefs de gouvernement - 1232 - 1236 : Jean d'Ibelin - 1236 - 1247 : Balian d'Ibelin - 1247 - 1250 : anarchie féodale - 1250 - 1254 : administration de Saint Louis - 1254 - 1268 : anarchie féodale. |

En 1268, à la mort de Conradin, deux de ses cousins revendiquèrent le trône : Hugues III d'Antioche-Lusignan, roi de Chypre, en tant qu'aîné des descendants d'Isabelle Ire ; et Marie d'Antioche, fille de Bohémond IV d'Antioche et de Mélisende de Lusignan, elle-même fille d'Amaury II, roi de Chypre, et d'Isabelle Ire, comme parente la plus proche de Conrad.
| Branche de Lusignan | Branche de Lusignan | Branche de Lusignan                      | Branche d'Antioche puis maison d'Anjou               | Branche d'Antioche puis maison d'Anjou                                                                 | Branche d'Antioche puis maison d'Anjou |
| Date                | Nom | Blason                                   | Date                                                 | Nom | Blason                                 |
| ------------------- | --- | ---------------------------------------- | ---------------------------------------------------- | --- | -------------------------------------- |
| 1268-1284           | Hugues III de Poitiers-Lusignan, roi effectif de 1269 à 1276 En 1276, face à l'opposition des barons, il finit par abandonner, tout en conservant le titre royal. | Armes des rois de Chypre et de Jérusalem | 1268-1277                                            | Marie d'Antioche En 1277, elle vend ses droits sur le royaume à Charles d'Anjou, frère de Saint-Louis. |                                        |
| 1268-1284           | Hugues III de Poitiers-Lusignan, roi effectif de 1269 à 1276 En 1276, face à l'opposition des barons, il finit par abandonner, tout en conservant le titre royal. | Armes des rois de Chypre et de Jérusalem | 1277-1285                                            | Charles d'Anjou, roi titulaire de 1278 à 1285                                                          |                                        |
| 1284-1285           | Jean Ier de Chypre, roi titulaire, fils du précédent |                                          | 1277-1285                                            | Charles d'Anjou, roi titulaire de 1278 à 1285                                                          |                                        |
| 1285-1306           | Henri II de Poitiers-Lusignan, roi effectif de 1286 à 1291, frère du précédent                                                                                    |                                          | 1277-1285                                            | Charles d'Anjou, roi titulaire de 1278 à 1285                                                          |                                        |
| 1285-1306           | Henri II de Poitiers-Lusignan, roi effectif de 1286 à 1291, frère du précédent                                                                                    | 1285-1309                                | Charles II d'Anjou, roi titulaire, fils du précédent | |                                        |

En 1291, la ville de Saint-Jean-d'Acre, dernier bastion latin en Palestine, tombe aux mains des Mamelouks. La royauté de Jérusalem ne devient plus qu'un titre honoraire, prestigieux mais vain.

## Prétendants depuis 1291
C'est un titre qui subsiste longtemps après la disparition du royaume, et encore de nos jours.
Après la prise de Saint-Jean-d'Acre, deux lignées revendiquent le titre :
- les Lusignans avec Henri II de Lusignan et ses successeurs, rois de Chypre, qui le transmettent jusqu'à la fin de la dynastie, avec Jacques III de Chypre, mort en 1474. Le titre passe alors à un de ses cousins, Louis de Savoie, puis au frère de ce dernier, Philippe II Sans Terre, duc de Savoie, tous deux fils d'Anne de Lusignan-Chypre. Les ducs de la maison de Savoie deviennent ensuite princes de Piémont, rois de Sardaigne, puis rois d'Italie. Le titre est alors détenu actuellement par Emmanuel-Philibert de Savoie.
- les Capétiens d'Anjou-Sicile avec Charles Ier et son fils Charles II d'Anjou (par l'acquisition de 1277 sur Marie d'Antioche) ; puis leurs successeurs, les rois de Naples ou de Sicile de la famille d'Anjou, portent le titre jusqu'à Jeanne Ire. Celle-ci adopte son cousin le duc Louis Ier d'Anjou-Valois, mais un cousin, Charles III de Durazzo, s'empare du royaume de Naples (qui passe ensuite aux rois d'Aragon, devenus les souverains espagnols en 1516 et qu'on retrouvera plus loin ; par ailleurs les Aragon descendaient des rois de Jérusalem Frédéric II de Hohenstaufen et Charles II d'Anjou). Louis Ier d'Anjou-Valois transmet le titre à ses descendants jusqu'à René d'Anjou (le bon roi René) et son neveu Charles V d'Anjou. Alors, la succession fut disputée entre : 
  - René II de Lorraine, petit-fils maternel du roi René, qui transmet le titre aux ducs de Lorraine, puis aux Habsbourg-Lorraine[1],
  - et le roi de France Louis XI, de la maison capétienne de Valois et neveu maternel du roi René, qui transmet la revendication à ses successeurs : Charles VIII puis Louis XII se titrent rois de Jérusalem.
  - Mais à l'issue des guerres d'Italie les rois Valois reconnaissent (paix des Dames, 3 août 1529, sous François Ier) les rois d'Espagne (Charles Quint et successeurs) comme rois de Jérusalem et des Deux-Siciles (royaumes dont les Habsbourg sont investis par bulles pontificales). Les droits sur le royaume de Jérusalem passent ensuite aux Bourbons le 12 mai 1738, quand le pape Clément XII accorde son investiture à l'infant d'Espagne Charles de Bourbon, cousin germain du roi de France Louis XV. La prétention actuelle au trône de Jérusalem est donc disputée entre les prétendants au trône du royaume des Deux-Siciles, Pierre de Bourbon-Siciles, duc de Calabre[2] et Charles de Bourbon des Deux-Siciles, duc de Castro[3].

## Généalogie
- Godefroid II de Basse-Lotharingie
  - Ide de Boulogne
    -  Godefroy de Bouillon
    -  Baudouin Ier

  - Judith de Lotharingie ?
    - Hugues Ier de Rethel
      -  Baudouin II
        -  Mélisende +  Foulques (Foulques V d'Anjou)
          -  Baudouin III
          -  Amaury Ier
            -  Baudouin IV
            -  Sibylle +  Guy (Guy de Lusignan)
              -  Baudouin V

            -  Isabelle Ire +  Conrad Ier (Conrad de Montferrat) ; +  Henri Ier (Henri II de Champagne) ; +  Amaury II (Amaury II de Lusignan)
              -  Marie (Marie de Montferrat) +  Jean Ier (Jean Ier de Brienne)
                -  Isabelle II +  Frédéric Ier (Frédéric II du Saint-Empire)
                  -  Conrad II (Conrad IV de Hohenstaufen)
                    -  Conrad III (« Conradin »)

              - Alix de Champagne-Jérusalem
                - Isabelle de Lusignan
                  -  Hugues Ier (Hugues III de Chypre)
                    -  Jean II (Jean Ier de Chypre)
                    -  Henri II (Henri II de Chypre)
                    - Guy de Chypre
                      -  Hugues IV de Chypre
                        -  Pierre Ier de Chypre
                          -  Pierre II de Chypre

                        -  Jacques Ier de Chypre
                          -  Janus de Chypre
                            -  Jean II de Chypre
                              -  Jacques II de Chypre
                                -  Jacques III de Chypre

                            - Anne de Lusignan
                              -  Louis de Genève
                              -  Philippe II de Savoie
                                - >  Maison de Savoie

              - Mélisende de Lusignan
                -  Marie d'Antioche (morte après 1307)
- Charles Ier d'Anjou
  -  Charles II d'Anjou
    -  Robert Ier de Naples
      - Charles d'Anjou
        -  Jeanne Ire de Naples

    - Marguerite d'Anjou (1273-1299)
      - Philippe VI de France
        - Jean II de France
          -  Louis Ier d'Anjou
            -  Louis II d'Anjou
              -  Louis III d'Anjou
              -  René Ier d'Anjou
                - Yolande d'Anjou
                  -  René II de Lorraine
                    - >  Maison de Lorraine
                      - >  Maison de Habsbourg-Lorraine

              - Charles IV d'Anjou
                -  Charles V d'Anjou
                - Marie d'Anjou
                  -  Louis XI de France
                    -  Charles VIII de France

          - Charles V de France
            - Louis Ier d'Orléans
              - Charles Ier d'Orléans
                -  Louis XII de France
                  - Claude de France +  François Ier de France

          - Philippe II de Bourgogne
            - Jean Ier de Bourgogne
              - Charles de Bourgogne
                - Marie de Bourgogne
                  - Philippe de Habsbourg
                    -  Charles Quint
                      - >  Maison de Habsbourg
                        - > Maison de Bourbon-Anjou
                          - >  Maison de Bourbon-Deux Siciles